# Gradius Advance
Gradius Advance, lanzado en América del Norte como Gradius Galaxies y en Japón como Gradius Generation, es un videojuego de matamarcianos para la videoconsola portátil Game Boy Advance publicado por Konami en 2001.